# Picnidie

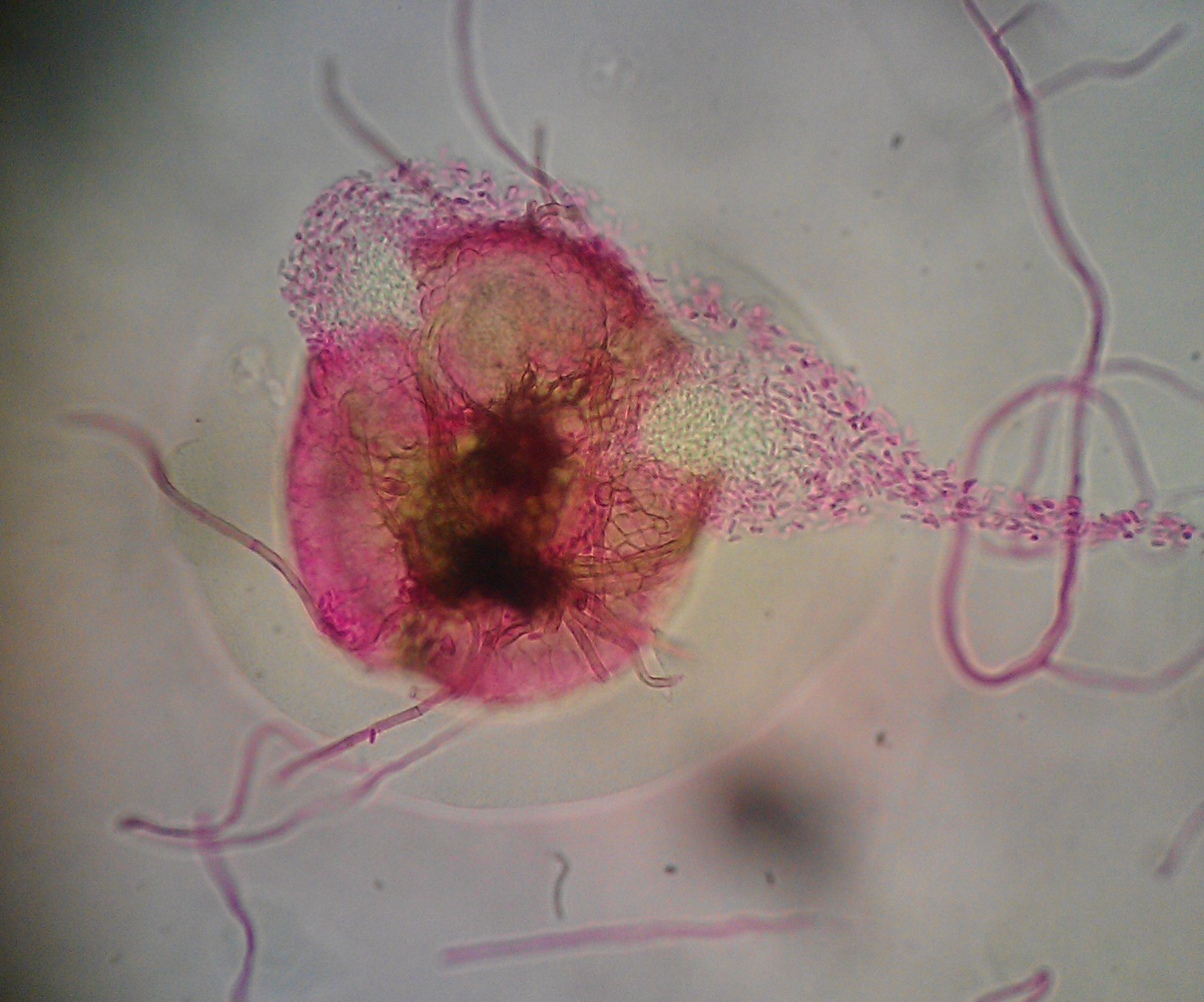
Exemplu de picnidie

Picnidia (gr. πυκνός = gros) este sporangele unor ciuperci ascomicete  de forma unei pungi adâncite în substratul pe care vegetează. Au peretele alcătuit din hife împletite pe care sunt așezați, la interior, conidiofori scurți. În vârful conidioforilor se formează sporii denumiți picnospori. Picnidiile iau naștere din miceliul primar, fiind de același sex cu miceliul pe care s-au format, întrucât miceliul primar al Bazidiomicetelor este heterotalic. Picnosporii au nucleul haploid, deoarece ei rezultă prin fragmentarea miceliului primar din picnidie. Aceștia infectează întotdeauna doar specia pe care se formează, prin germinarea lor rezultând micelii primare.
Morfologia fungilor